# موريس ليويلين كوكي
موريس ليويلين كوكي (بالإنجليزية: Morris Llewellyn Cooke)‏ هو مهندس أمريكي، ولد في 11 مايو 1872 في Carlisle, Pennsylvania ‏ في الولايات المتحدة، وتوفي في 5 مارس 1960.